# Бора Беливанова
Бора Димитрова Беливанова е българска китаистка, професор в Софийския университет, Св. св. Кирил и Методий.

## Биография
Бора Беливанова е родена в семейството на преводачката Анна Беливанова и е сестра на музиколожката Киприана Беливанова.
През 1956 г. завършва специалността руска филология в Софийския университет, където успоредно с това изучава и китайски език. През 1964 г. защитава докторска дисертация в Московския държавен университет, в Института за източни езици, под ръководството на проф. Л. Д. Позднеева, на тема „Древнекитайската народна песен (по материал от „Шъдзин“)“. От 1966 г. е редовен преподавател по китайски език, от 1980 г. – доцент, а от 1994 г. – професор по китайска литература в Софийския университет. От 2002 г. работи във Великотърновския университет „Св. св. Кирил и Методий“.
Била е заместник декан на ФКНФ на СУ. Специализацира в катедра Синология на Варшавския университет (Полша) (1970 – 71), командирована е за обмяна на опит в Ханойския университет (Виетнам) (1984) и на специализация в Уханския университет (1987 – 88).
Лектор е по български език в Пекинския университет за чужди езици (1990 – 92). Публикувала е научни статии в руски, полски, немски, чешки и др. издания и е автор на учебници и помагала. Известна е като водещия български преводач на творби от старата, средновековната и новата китайска литература. Превежда от старокитайски (wenyan) и новокитайски (baihua). Член е на Съюза на българските преводачи, на редколегии на СУ, на издателства, главен редактор на списание „Китай“ (на български език). Сътрудник е на Българска енциклопедия (китайска митология, китайска литература).